# Asociación Deportivo Cali (femminile)
L'Asociación Deportivo Cali Femenino, più semplicemente citata come Deportivo Cali, è una squadra di calcio femminile colombiana, sezione dell'omonimo club con sede nella città di Cali, capoluogo del dipartimento di Valle del Cauca, e gioca gli incontri casalinghi più importanti allo Stadio Deportivo Cali, impianto dalla capienza di 52 000 che condivide con la squadra maschile.
Istituita nel 2001, nel 2021 ha conquistato il suo primo titolo di campione di Colombia battendo in finale il Santa Fe con il risultato di 6-3, e sfiorandolo, perdendolo in finale con le rivali dell'América de Cali, la stagione seguente.

## Storia
Nel 2017 il Deportivo Cali si è rifiutato di partecipare alla prima stagione di calcio professionistico femminile in Colombia perché non poteva sostenere finanziariamente due squadre. Per la stagione 2018, la División Mayor del Fútbol Colombiano (Dimayor) ha inizialmente imposto a tutti i club colombiani che istituissero una squadra di calcio femminile pena l'interdizione alla partecipazione a tornei internazionali, decisione che è stata poi rinviata alla stagione 2019.
Le richieste di Dimayor e della CONMEBOL in questo senso hanno portato alla formazione della squadra femminile del Deportivo Cali per la stagione 2019, come requisito per poter partecipare a tornei internazionali come la Copa Sudamericana 2019, alla quale la squadra maschile ha avuto accesso grazie alla sua posizione finale nella riclassificazione del 2018. Il 30 giugno 2018, la squadra ha organizzato il primo "Deportivo Cali Women's Football Festival" con l'obiettivo di riunire potenziali giocatrici e organizzare l'accademia giovanile femminile. A tal fine, sono stati organizzati incontri e quadrangolari tra le diverse squadre satellite e l'accademia di calcio femminile dell'istituto, che già partecipava al torneo Difútbol. L'Escuela Carlos Sarmiento Lora ha contribuito alla formazione della squadra femminile.
Giovedì 23 maggio 2019 è stata confermata la partecipazione della squadra di Zucchero. Il 10 luglio è stata presentata ufficialmente la squadra, che ha esordito il 14 luglio con una vittoria sull'Atlético F.C.
Nel 2019 la squadra viene eliminata alla fase a gironi mentre la stagione successiva riesce ad avanzare fino ai quarti di finale, dove hanno perso contro i Millonarios.
Nel 2021 il club conquista il suo primo titolo di campione di Colombia, quinta squadra ad ottenere il prestigioso risultato battendo in finale per 6-3 l'Independiente di Santa Fe, ottenendo di conseguenza l'accesso alla Coppa Libertadores 2021 insieme al club cardenal. Dopo aver ottenuto nella fase a gironi il massimo risultato chiudendo al primo posto e da imbattuta il
gruppo C, la volata della squadra viene interrotta ai quarti di finale dalle uruguayane del Nacional al contrario del Santa Fe che si gioca, perdendola, la finale con le brasiliane del Corinthians
La stagione 2022 si conclude con un ottimo secondo posto dietro le rivali cittadine dell'América de Cali.

## Palmarès

### Competizioni nazionali
- Campionato colombiano femminile: 1

2021

### Altri piazzamenti
- Campionato colombiano femminile:

Secondo posto: 2022

## Organico

### Rosa 2022
| N. |                      | Ruolo | Calciatrice            |
| -- | -------------------- | ----- | ---------------------- |
| 1  | Colombia (bandiera)  | P     | Stefany Castaño        |
| 2  | Colombia (bandiera)  | D     | Laura Sánchez          |
| 3  | Colombia (bandiera)  | D     | Kelly Caicedo          |
| 4  | Colombia (bandiera)  | D     | Xiara Valeria Colorado |
| 5  | Cile (bandiera)      | D     | Gisela Pino            |
| 6  | Colombia (bandiera)  | C     | Paula Medina           |
| 7  | Colombia (bandiera)  | D     | Lizeth Ocampo          |
| 8  | Colombia (bandiera)  | C     | Wendy Cárdenas         |
| 9  | Colombia (bandiera)  | A     | Tatiana Ariza          |
| 10 | Colombia (bandiera)  | C     | Manuela Pavi           |
| 11 | Colombia (bandiera)  | A     | Manuela Gónzalez       |
| 12 | Venezuela (bandiera) | P     | Franyely Rodríguez     |
| 13 | Colombia (bandiera)  | C     | María Edith Morales    |
| 14 | Colombia (bandiera)  | A     | Laura Orozco           |

| N. |                     | Ruolo | Calciatrice               |
| -- | ------------------- | ----- | ------------------------- |
| 15 | Colombia (bandiera) | A     | Linda Caicedo             |
| 16 | Colombia (bandiera) | D     | Jorelyn Carabalí          |
| 17 | Colombia (bandiera) | D     | Carolina Arias (capitano) |
| 18 | Colombia (bandiera) | C     | Ingrid Guerra             |
| 19 | Colombia (bandiera) | A     | Farlyn Caicedo            |
| 20 | Colombia (bandiera) | D     | Nayerly Hernández         |
| 21 | Colombia (bandiera) | D     | Kelly Ibargüen            |
| 22 | Colombia (bandiera) | P     | Jimena Ospina             |
| 23 | Colombia (bandiera) | C     | Valerin Loboa             |
| 24 | Colombia (bandiera) | C     | Michell Loaiza            |
| 25 | Colombia (bandiera) | A     | Helen Hoya                |
| 26 | Colombia (bandiera) | A     | Juana Ortegón             |
| 27 | Colombia (bandiera) | A     | Valeria Cárdenas          |